# Arbeiter-und-Bauern-Inspektion (DDR)

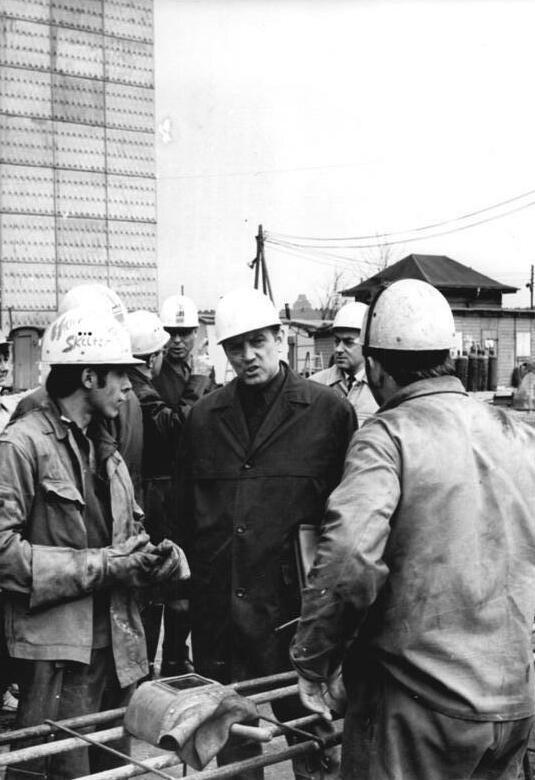
ABI-Kontrolle in Leipzig

Die Arbeiter-und-Bauern-Inspektion (ABI) war eine Kontrollinstitution in der DDR, die dem Zentralkomitee der SED und dem Ministerrat der DDR unterstellt war. Sie sollte die unbedingte Erfüllung der Partei- und Regierungsbeschlüsse sichern.
Die Arbeiter-und-Bauern-Inspektion wurde am 14. Mai 1963 mit einem Beschluss des Zentralkomitees der SED und einem Ministerratsbeschluss im Rahmen des Neuen Ökonomischen Systems der Planung und Leitung (NÖS) unter Walter Ulbricht eingeführt. Eine gleichnamige Organisation bestand 1920 bis 1934 in der Sowjetunion (russisch Рабоче-крестьянская инспекция Rabotsche-krestjanskaja inspekzija, kurz Rabkin oder RKI), ursprünglich zur Kontrolle der Bürokratie, seit dem ersten Fünfjahresplan vor allem von Industrie und Landwirtschaft. Vorläufer der Arbeiter-und-Bauern-Inspektion war die 1948 durch die Deutsche Wirtschaftskommission gebildete Zentrale Kommission für Staatliche Kontrolle beim Ministerrat der DDR.
Die ABI sollte „selbständig und unabhängig von den Leitungen und Leitern der Partei-, Staats- und Wirtschaftsorgane“ arbeiten und „mit Unterstützung der Öffentlichkeit ohne Ansehen der Person“ Hemmnisse aufdecken und beseitigen. Mit dem Scheitern des NÖS verlor auch die ABI an Einfluss.
Erich Honecker ließ das Gesetz umschreiben. Fortan sollten durch die ABI nur noch die Erfüllung des Wirtschaftsplanes sichergestellt werden, indem eine genaue Kontrolle der Befolgung von SED-Beschlüssen, der Einhaltung von Produktionsplänen, der Vermeidung von Bürokratismus und der Vervollkommnung von Organisation und Leitung stattfand.
Das System baute auf rund 280.000 ehrenamtlichen ABI-Mitarbeitern, den sogenannten „Volkskontrolleuren“ auf, die hauptberuflich in Genossenschaften, Betrieben und Kombinaten, Ministerien und Verwaltungen arbeiteten. Sie kontrollierten ihre Mitarbeiter und waren befugt, Weisungen zu erteilen und sogar Disziplinarmaßnahmen anzuordnen, ihre tatsächlichen Einflussmöglichkeiten waren jedoch eher gering. Allerdings berichteten die Tageszeitungen oft über Erfolge der Volkskontrolleure, wenn es um Versorgungsmängel und mangelhafte Dienstleistungen ging, besonders krasse Fälle wurden sogar im DDR-Fernsehen ausgewertet.
ABI-Mitarbeiter konnten auf Vorschlag des Zentralen Komitees der ABI als Verdienter Volkskontrolleur der Deutschen Demokratischen Republik ausgezeichnet werden.
Die Spitze der ABI bildete das Zentrale Komitee der ABI, dessen Vorsitzender Mitglied des Ministerrates sein sollte.
Vorsitzende des Zentralen Komitees der ABI waren:
- 1963–1977: Heinz Matthes
- 1977–1989: Albert Stief

Weitere Organe waren Zweiginspektionen bei den Vereinigungen Volkseigener Betriebe (VVB) sowie Bezirks-, Kreis-, Stadt- und Stadtbezirksinspektionen. Die regionalen Organe waren dem zentralen Komitee sowie den örtlichen Volks- und Gemeindevertretungen rechenschaftspflichtig. Die staatlichen und parteipolitischen Organisationen wie Polizei, Justiz, Stasi und die Parteiapparate unterstanden keiner Kontrolle durch die ABI.
Die Arbeiter- und Bauerninspektion bestand bis zum Ende der DDR. Im Zuge der Wende und friedlichen Revolution in der DDR wurde die ABI im Januar 1990 in das Komitee für Volkskontrolle umgewandelt. Mit Beschluss vom 4. Januar 1990 unterstellte das Präsidium der Volkskammer das Zentrale Komitee der ABI als Komitee für Volkskontrolle der DDR der Volkskammer.